# Compacte Muon Solenoïde

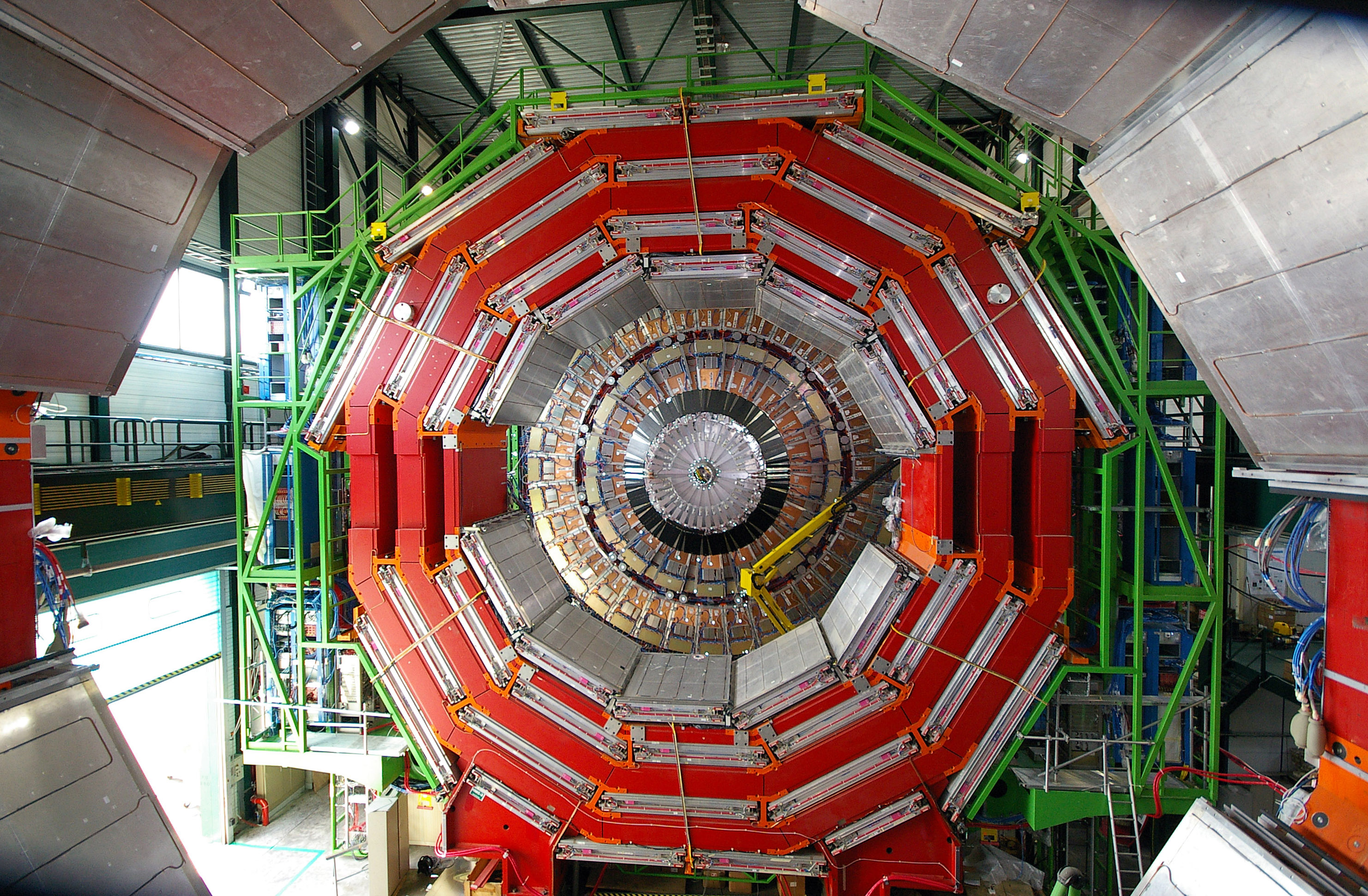
CMS

De Compacte Muon Solenoïde is een van de vier hoofdexperimenten van de Large Hadron Collider-deeltjesversneller van CERN in Zwitserland en Frankrijk. Het experiment is een deeltjesdetector geplaatst in een ondergrondse ruimte in Cessy. In juli 2012 ontdekte de CMS-collaboratie samen met ATLAS het higgsboson, waarna de Nobelprijs van de Natuurkunde het volgend jaar werd toegekend aan Francois Englert en Peter Higgs, die onafhankelijk van elkaar de theoretische berekeningen deden en zo in 1964 het higgsboson voorspelden.
Het CMS-experiment wordt gebruikt voor een divers onderzoeksprogramma over subatomaire deeltjes, inclusief de studie van het higgsdeeltje, botsingen van zware ionen en de studie van het quark-gluonplasma, de studie van de deeltjes uit het standaardmodel van de deeltjesfysica en het zoeken naar duizenden voorspellingen van nieuwe deeltjes, inclusief deeltjes die donkere materie kunnen zijn. In totaal heeft dit al meer dan 1000 wetenschappelijke resultaten opgeleverd.
Het CMS-experiment is een cilinder van 21 meter lang met een diameter van 15 meter. Het totale gewicht is ongeveer 14.000 ton. In de cilinder bevindt zich een supergeleidende magneet die een magnetisch veld creëert van 4 tesla, ongeveer 100.000 keer de sterkte van het aardmagnetisch veld. Deze magneet is een spoelmagneet, een solenoide, waaraan het experiment haar naam te danken heeft.
Meer dan 5000 wetenschappers, technici, studenten en ondersteunend personeel van 200 wetenschappelijke instituten uit 50 landen maken gebruik van de CMS-detector. 